# Norma (Italia)
Norma es una localidad y comune italiana de la provincia de Latina, región de Lacio, con 4.041 habitantes.

## Evolución demográfica
| Gráfica de evolución demográfica de Norma entre 1861 y 2001 |
|                                                             |
| Fuente ISTAT - elaboración gráfica de Wikipedia             |